# ジョン・アジェクム・クフォー
ジョン・アジェクム・クフォー（John Agyekum Kufuor、1938年12月8日 - ）は、ガーナの政治家。大統領（第四共和政2代）、アフリカ連合総会議長（5代）を歴任。

## 経歴
英領ゴールド・コーストのクマシ出身。1996年に大統領選挙に出馬したが、現職のジェリー・ローリングスに敗れている。2000年にローリングスの副大統領のジョン・アッタ・ミルズに大統領選挙で勝利し、2001年1月7日に大統領に就任した。クフォーの大統領就任でガーナでは独立以来、初めて平和裏に権力の継承が行われたことになる。2004年の大統領選挙に出馬して54%の得票を獲得し再選された。2007年にはアフリカ連合総会議長に就任。
クフォーは、オックスフォード大学の卒業生であり、カトリック教徒である。経済改革を主要な政策の1つに挙げており、また以前と比較して格段の報道の自由を尊重している。ある報道で、クフォー大統領の政治姿勢が退屈であると批判されたことがあるが、クフォーは「退屈であることで国民の生活が平穏であり、抑圧などで苦しむことがないのなら、私は退屈であり続けることをよしとする」と答えている。2011年世界食糧賞受賞。
| 公職                        | 公職                                             | 公職                        |
| --------------------------- | ------------------------------------------------ | --------------------------- |
| 先代 ジェリー・ローリングス | ガーナ共和国大統領 第四共和政第2代：2001-2009    | 次代 ジョン・アッタ・ミルズ |
| 外交職                      |                                                  |                             |
| 先代 ドニ・サスヌゲソ       | アフリカ連合総会議長 第5代：2007 - 2008          | 次代 ジャカヤ・キクウェテ   |
| 先代 アブドゥライ・ワッド   | 西アフリカ諸国経済共同体議長 第22代：2003 - 2005 | 次代 タンジャ・ママドゥ     |